# 冯聿
冯聿（？—？），字宝兴，北魏外戚，冯熙之子，長樂郡信都縣（今河北省衡水市冀州區）人。

## 生平
冯修弟，孝文废皇后同母兄，封信都伯，担任黄门郎。黄门侍郎崔光与冯聿同在宫中当值，崔光对冯聿说：“冯家荣华富贵太过，物极必反，最后定要衰败。”冯聿不高兴，回答：“我家有什么对不起你的地方，为何要这样无缘无故地诅咒呢？”崔光说：“哪是诅咒？世上万物，盛极而衰，是天地的常理。若以古事来推论，对此不可不慎。”一年多之后，冯修就出事垮台了。冯皇后被废，冯聿也被摒弃不用，贬为长乐百姓。魏宣武帝时，冯聿在河南尹任上去世。

## 子
- 冯孝纂，妻子元孟容，元显魏和冯熙女所生

## 传记資料
- 《魏書》卷83上 列传第71上
- 《北史》卷80 列传第68